# Son by Four
Son by Four es un grupo de salsa y baladas románticas de Puerto Rico, conocidos principalmente por su éxito «A puro dolor». Para su carrera musical firmaron contrato con la discográfica Sony Music. Posteriormente, se dedicaron a interpretar música católica. 
Son by Four fue creado por el cantautor panameño Omar Alfanno e integrada por los hermanos Carlos Javier Montes y Jorge Montes, Pedro Quiles, Sebastian 'el terco' Martínez y el puertorriqueño Ángel López.

## Carrera musical
En 1999, el grupo lanzó dos canciones escritas por Omar Alfanno, «No hay razón» y «Nada». Las canciones fueron éxitos menores en el Billboard Latin Tracks, y ayudó a Son by Four firmar un contrato de grabación con Sony Music. El 1 de septiembre de ese mismo año tuvieron su primer álbum, Prepárense, y comenzaron a viajar para promocionar el álbum. El 1 de febrero de 2000 lanzaron el álbum Son by Four con un sencillo: «A puro dolor». Esta canción, escrita por Omar Alfanno, demostró ser un éxito. Estableció un récord por mantenerse en el número uno durante 20 semanas en el Billboard Hot Latin Tracks. También consiguió un lugar en la lista de música tropical del Billboard durante 21 semanas. Apareció también en el puesto número 65 en el Billboard Hot 100 Singles chart. «A puro dolor» llegaría a ocupar el número uno en el Billboard's Decade-End Latin Songs of 2000s Chart.
Fue ofrecida en la telenovela mexicana de la cadena de televisión TV Azteca en colaboración con ZUBA Producciones La calle de las novias (2000) y de la telenovela venezolana de la hoy extinta cadena de televisión RCTV Mis 3 hermanas (2000).
«A puro dolor» ayudó posteriormente a Son by Four a ganar un disco de oro así como a recibir cuatro premios en los Billboard Music Awards (diciembre de 2000) y siete premios de la Billboard Latin Music Awards (abril de 2001), incluyendo Artista Popular y Canción Latina del Año.
El grupo pronto se grabó una nueva versión en espanglish titulada «Purest of Pain», y esta versión se metió en el top 30, alcanzando el número 26 en el Billboard Hot 100. El álbum vendió 315.000 unidades en los Estados Unidos y en todo el mundo más de un millón de copias.
Son by Four continuó lanzando dos álbumes más, Visitas de salsa en 2001 y Renace en 2003, pero tuvieron menos éxito que su segundo álbum.

### Nuevo estilo de música
A partir de 2007, la banda conformada solo por Pedro Quiles y los hermanos Carlos Javier Montes y Jorge Montes ha cambiado su estilo de música de pop latino, salsa y balada a la música católica, con los discos Aquí está el cordero (2007), Abbanuestro (2009) y Católico soy (2011).
Ángel López exvocalista tuvo participación especial en la canción "Mis ojos lloran por ti" del también puertorriqueño "Big boy". En 2007 formó parte del elenco de figuras musicales que participaron en la emisión Disco de oro de Televisión Azteca, conducido por José Luis Rodríguez "El Puma" y María Inés Guerra; era una competencia entre varios artistas de distintas décadas de la música, donde resultó ser ganadora la cantante Beatriz Adriana.

## Discografía
| - 1998: Prepárense - 2000: Son by Four - 2000: Purest of Pain - 2003: Renace - 2007: Aquí está el cordero - 2009: Abbanuestro - 2011: Católico soy - 2015: Mujer frente a la cruz | - 2001: Salsa Hits - 2002: The Remixes - 2008: Música y Palabra Vol. 1 - 2010: Música y Palabra Vol. 2 - 2010: Madre mía - 2011: AlabaTropical - 2020: Tesoros de Coleccion: Salsa Hits/Son by Four/Purest of Pain |